# Hagemoser-Weinstein-Bresnick-Syndrom
Das Hagemoser-Weinstein-Bresnick-Syndrom ist eine sehr seltene, zu den Autosomal-dominanten Optikusatrophien (ADOA) gehörende angeborene Erkrankung mit einer Kombination von fortschreitender Schwerhörigkeit, Polyneuropathie wie beim Morbus Charcot-Marie-Tooth und einer Optikusatrophie.
Synonyme sind:  Optikusatrophie - Polyneuropathie -Taubheit – Myopathie; DOA+; ADOA plus
Die Bezeichnung bezieht sich auf die Erstautoren der Erstbeschreibung aus dem Jahre 1989 durch die US-amerikanischen Humangenetiker Kristal Hagemoser, Joel Weinstein, George Bresnick und Mitarbeiter.

## Verbreitung
Die Häufigkeit wird mit 1–9 zu 1.000.000 angegeben, die Vererbung erfolgt autosomal-dominant.

## Ursache
Der Erkrankung liegen Mutationen im OPA1-Gen im Chromosom 3 Genort q29 zugrunde, welches für eine dynamin-like GTPase kodiert.

## Klinische Erscheinungen
Klinische Kriterien sind:
- Auftreten während der ersten 10 Lebensjahre
- beidseitiger und symmetrisch fortschreitender Visusverlust
- Einschränkung der Farbwahrnehmung
- später sich manifestierende Taubheit

Ferner können sich eine Ophthalmoplegia progressiva externa, eine Myopathie, Ataxie und Polyneuropathie entwickeln.

## Diagnose
Da der ophthalmologische Befund unspezifisch ist, stützt sich die Diagnose auf genetischen Mutationsnachweis und/oder Messung der Enzymaktivität in einer Muskelbiopsie.

## Differentialdiagnose
Eine möglicherweise autosomal-rezessive Form (Iwashita-Syndrom) wurde im Jahre 1970 durch H. Iwashita und Mitarbeiter beschrieben.
Die Kombination von Optikusatrophie, Hörverlust und peripherer Neuropathie findet sich auch beim Rosenberg-Chutorian-Syndrom.
Differentialdiagnostisch sind weitere hereditäre Optikusneuropathien abzugrenzen wie Morbus Charcot-Marie-Tooth Typ II, Lebersche Optikusatrophie und DIDMOAD-Syndrom.